# Czeladź
Czeladź est une ville du sud de la Pologne, située dans la voïvodie de Silésie. De 1975 à 1998 elle faisait partie de la voïvodie de Katowice.

## Histoire
Le nom de Chelad est mentionné pour la première fois en 1228.

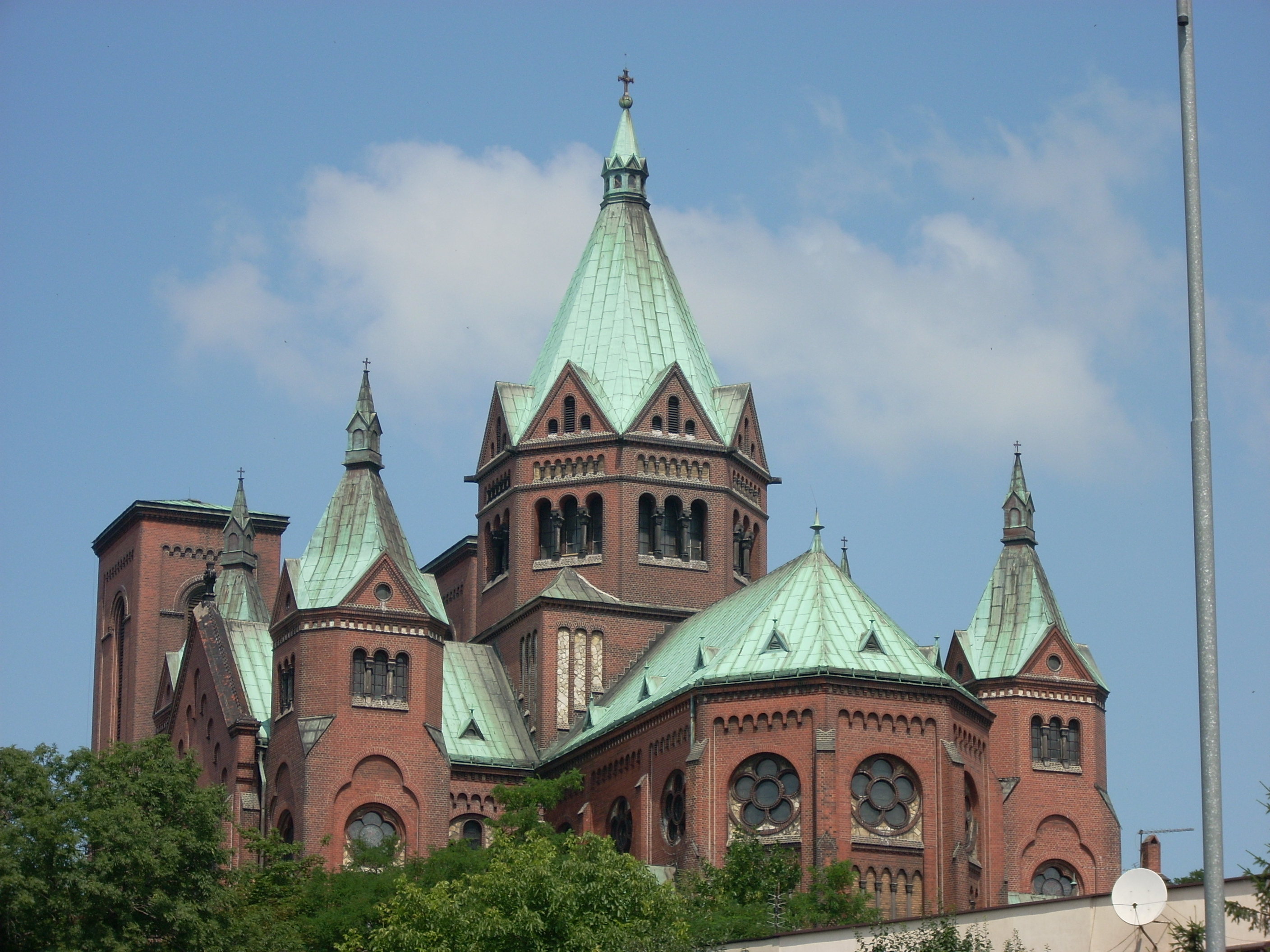
Église Saint Stanislas

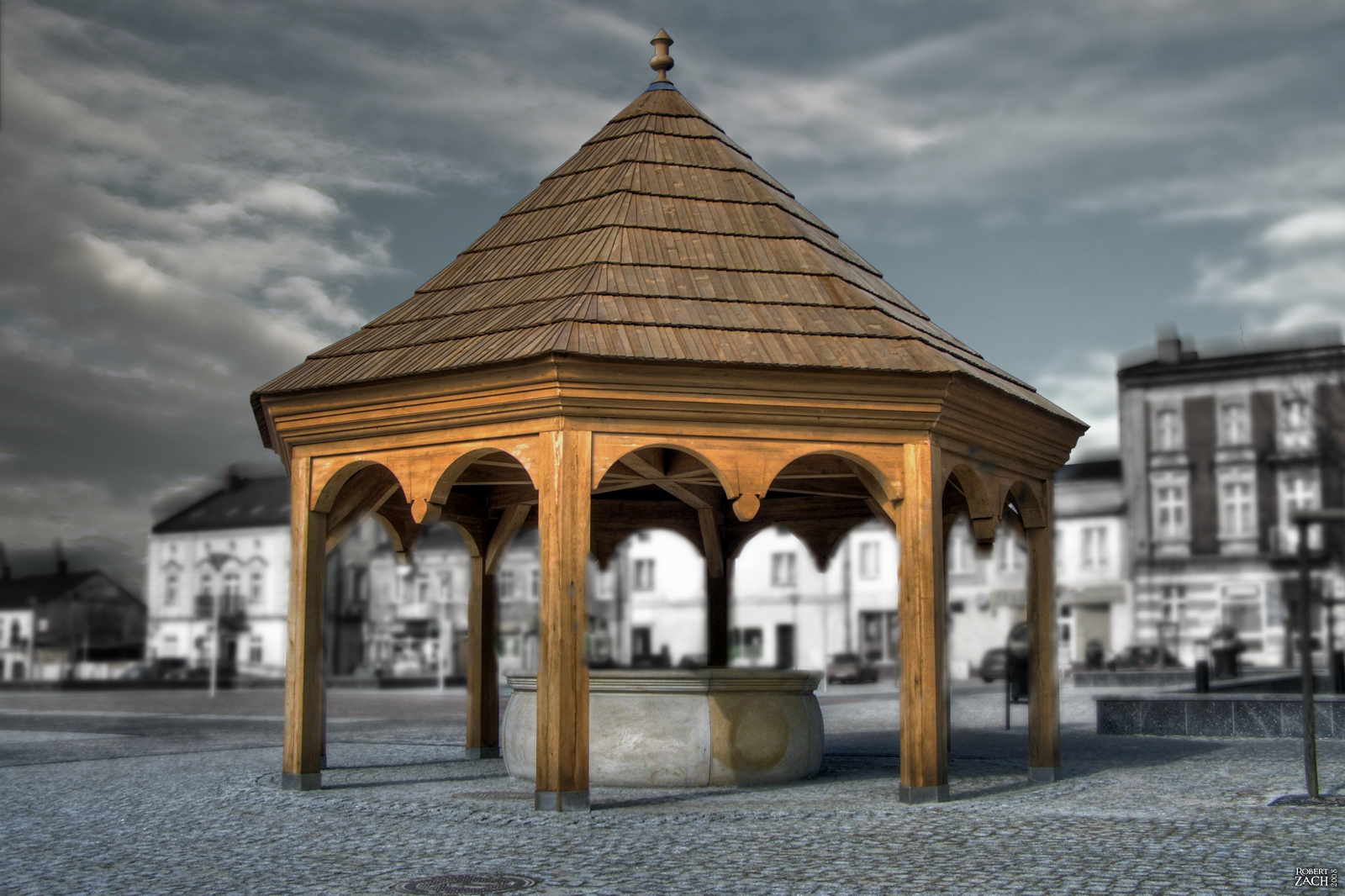
Place du marché

## Personnalités de Czeladź
- Czesław Słania (naissance en 1921), graveur de timbres-poste
- Abraham Nahum Stencl (Avrom-Nokhem Shtentsl), poète yiddish
- Henryk Kuźniak (1936-), compositeur de musiques de films, musicologue
- Monika Anna Rosa (1986-), femme politique et politologue

## Jumelages
| Ville | Ville     | Pays | Pays     | Période     |
| ----- | --------- | ---- | -------- | ----------- |
|       | Auby,     |      | France   | depuis 1976 |
|       | Jydatchiv |      | Ukraine  |             |
|       | Viesīte   |      | Lettonie |             |
|       | Várpalota |      | Hongrie  |             |